# امامزادگان ۱۲ تن
امامزادگان ۱۲ تن مربوط به دوران‌های تاریخی پس از اسلام است و در شهرستان فیروز کوه، بخش ارجمند، روستای ارجمند واقع شده و این اثر در تاریخ ۷ مهر ۱۳۸۱ با شمارهٔ ثبت ۶۳۵۲ به‌عنوان یکی از آثار ملی ایران به ثبت رسیده است.